# Kaap Brewster
Kaap Brewster is een kaap in Groenland in de gemeente Sermersooq.
De kaap ligt op de zuidoever van de monding van het fjord Kangertittivaq in de nabijheid van Straat Denemarken. De kaap ligt aan de overzijde van het fjord gezien vanuit de plaats Ittoqqortoormiit en vanuit de Kaap Tobin die beide aan de noordzijde van het fjord liggen. Ongeveer 20 kilometer naar het zuidwesten ligt de Romagletsjer. Kaap Brewster is het noordoostelijk uiteinde van het schiereiland Savoia Halvø, het noordoostelijke verlengde van het Geikieplateau.
In het gebied bevindt zich een grote kolonie zeevogels.